# Pleurona falcata
Pleurona falcata är en fjärilsart som beskrevs av Walker 1866. Pleurona falcata ingår i släktet Pleurona och familjen nattflyn. Inga underarter finns listade i Catalogue of Life.